# Accacidia linnavuorii
Accacidia linnavuorii är en insektsart som beskrevs av Irena Dworakowska 1971. Accacidia linnavuorii ingår i släktet Accacidia och familjen dvärgstritar. Inga underarter finns listade i Catalogue of Life.